# 오각쌍뿔

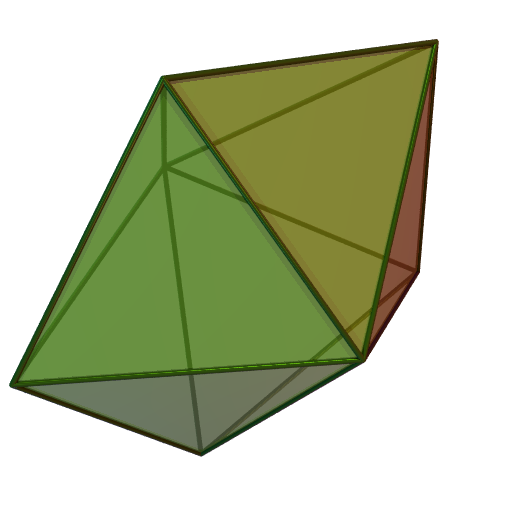
맞붙인 오각뿔

오각쌍뿔 또는 맞붙인 오각뿔(-五角-)은 오각뿔을 2개 맞붙인 다면체이다. 면이 삼각형이고, 면은 10개, 모서리는 15개, 꼭짓점은 7개이다. 왜냐하면 꼭짓점을 붙이면 합쳐지기 때문이다. 오각쌍뿔에서 꼭짓점이 더 이상 모두 서로 연결되지 않게 하려면 4개의 모서리를 지워야 한다.